# Sierra de Fuentes (ort)
Sierra de Fuentes är en ort i Spanien.   Den ligger i provinsen Provincia de Cáceres och regionen Extremadura, i den centrala delen av landet, 250 km väster om huvudstaden Madrid. Sierra de Fuentes ligger 421 meter över havet och antalet invånare är 1 895.
Terrängen runt Sierra de Fuentes är huvudsakligen platt, men den allra närmaste omgivningen är kuperad. Terrängen runt Sierra de Fuentes sluttar norrut. Runt Sierra de Fuentes är det ganska glesbefolkat, med 22 invånare per kvadratkilometer. Närmaste större samhälle är Cáceres, 9,5 km väster om Sierra de Fuentes. Omgivningarna runt Sierra de Fuentes är huvudsakligen savann.